# Knemodynerus lahijensis
Knemodynerus lahijensis är en stekelart som beskrevs av Gusenleitner 2002. Knemodynerus lahijensis ingår i släktet Knemodynerus och familjen Eumenidae. Inga underarter finns listade i Catalogue of Life.